# Walter Mirisch
Walter Mortimer Mirisch (ur. 8 listopada 1921 w Nowym Jorku, zm. 24 lutego 2023 w Los Angeles) – amerykański producent filmowy pochodzenia żydowskiego. Wyprodukowany przez niego dramat kryminalny W upalną noc (1967) w reżyserii Normana Jewisona przyniósł mu Oscara w kategorii najlepszego filmu roku. W latach 1973–77 był przewodniczącym Amerykańskiej Akademii Sztuki i Wiedzy Filmowej.
W 1957 na mocy umowy podpisanej z wytwórnią United Artists (UA) założył wraz ze swoimi starszymi braćmi: Marvinem (1918–2002) i Haroldem (1907–1968) niezależną wytwórnię filmową The Mirisch Company. Firma ta została ostatecznie przejęta w 1963 przez UA, jednak bracia kontynuowali samodzielną działalność pod innymi nazwami; m.in. Mirisch Films. Wytwórnia Mirischów stworzyła dla United Artists 68 filmów, do najsłynniejszych z nich należą; m.in.: Pół żartem, pół serio (1959), Konnica (1959), Garsoniera (1960), Siedmiu wspaniałych (1960), West Side Story (1961), Wielka ucieczka (1963), Różowa Pantera (1963), Różowa Pantera: Strzał w ciemności (1964), Hawaje (1966), Rosjanie nadchodzą (1966), W upalną noc (1967), Sprawa Thomasa Crowna (1968), Skrzypek na dachu (1971). Trzy z wymienionych zdobyły Oscara dla Najlepszego filmu; były to: Garsoniera w 1961, West Side Story w 1962 oraz W upalną noc w 1968.
W 1977 otrzymał nagrodę im. Cecila B. DeMille’a za „wybitny wkład w rozwój kultury i rozrywki”.

## Filmografia
Jako producent
- Pierwszy Teksańczyk (1956; reż. Byron Haskin)
- Fort samobójców (1958; reż. Joseph M. Newman)
- Człowiek z Zachodu (1958; reż. Anthony Mann)
- Człowiek w potrzasku (1959; reż. Michael Curtiz)
- Dwoje na huśtawce (1962; reż. Robert Wise)
- Zabawki na strychu (1963; reż. George Roy Hill)
- Hawaje (1966; reż. G.R. Hill)
- W upalną noc (1967; reż. Norman Jewison)
- Hawajczycy (1970; reż. Tom Gries)
- Organizacja (1971)
- Skorpion (1973; reż. Michael Winner)
- Gang Spike’a (1974; reż. Richard Fleischer)
- Mr. Majestyk (1974; reż. R. Fleischer)
- Bitwa o Midway (1976; reż. Jack Smight)
- Tragedia Neptuna (1978; reż. David Greene)
- Za rok o tej samej porze (1978; reż. Robert Mulligan)
- Dracula (1979; reż. John Badham)
- Więzień Zendy (1979; reż. Richard Quine)
- Romantyczna komedia (1983; reż. Arthur Hiller)